# 둠스데이: 지구 최후의 날 (2011년 영화)
《둠스데이: 지구 최후의 날》(영어: Doomsday Prophecy)은 2011년 공개된 캐나다의 영화이다.

## 출연

### 주연
- AJ 버클리
- 쥬얼 스테이트

### 조연
- 앨런 데일
- 브루스 람세이
- 릭 라바넬로
- 고든 투투시스
- 매튜 케빈 앤더슨
- 로잔느 슈퍼놀트
- 히로 가나가와
- 제리 웨저먼
- 더그 채프먼
- 매튜 워커
- 필립 밋첼
- 로리 앤 트리올로
- 케이트 가이도식
- 데이빗 리치몬드-펙
- 폴라 린드버그

## 기타
- 미술: 제임스 윌콕
- 의상: 헤더 더글러스
- 배역: 캔디스 엘진가